# Godło Karelii

Godło Karelii

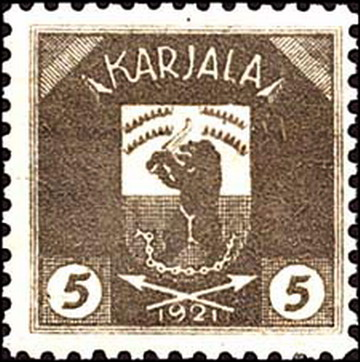
Herb Karelii na znaczku pocztowym wprowadzonym do użytku w 1922

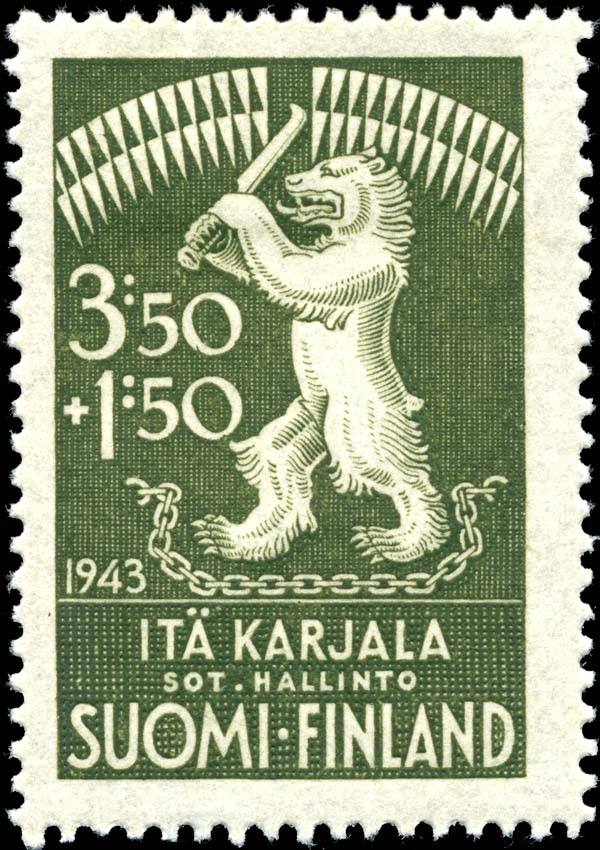
Herb Karelii na znaczku pocztowym wprowadzonym do użytku w 1943 w Karelii przez fińską administrację wojskową

Godło Karelii zostało zaprojektowane przez J.S. Niwina i zatwierdzone przez Radę Najwyższą 28 września 1993 r. Zastąpiło ono nieużywane od 1992 r. godło z czasów Związku Radzieckiego.

## Opis
Godło przedstawia czarnego wspiętego niedźwiedzia z czerwonym uzbrojeniem. Tarcza herbowa podzielona jest na trzy poziome pasy: czerwony, niebieski, zielony (kolory flagi Karelii).
Tarcza posiada złotą bordiurę stylizowaną w kształty świerku po lewej i sosny po prawej stronie. Nad tarczą znajduje się złota ośmioramienna gwiazda (podwójny krzyż).
Niekiedy spotyka się także wersję godła, nie mającą jednak charakteru urzędowego, na którym pasy na tarczy herbowej mają inne barwy; jest ona czerwono-czarno-zielona. Kolorystyka ta nawiązuje do kolorów dawnej flagi Karelii.

### Historia obecnego godła
Wizerunek wspiętego czarnego niedźwiedzia z uniesioną maczetą, który zerwał łańcuch niewoli, z widniejącymi nad nim promieniami zorzy polarnej, znalazł się w godle niepodległej republiki (północno-)karelskiej proklamowanej w osadzie Uhtua (obecnie Kalewała) w 1918 r. Godło to zostało przyjęte 19 marca 1920 r. i obowiązywało do czasu likwidacji tego organizmu państwowego przez Armię Czerwoną w 1922 r. Herb Karelii został zaprojektowany przez fińskiego malarza Akseli Gallen-Kallela i pojawił się na karelskich znaczkach pocztowych.

## Godła radzieckiej Karelii

### Godło Karelskiej ASRR (1923–1940)

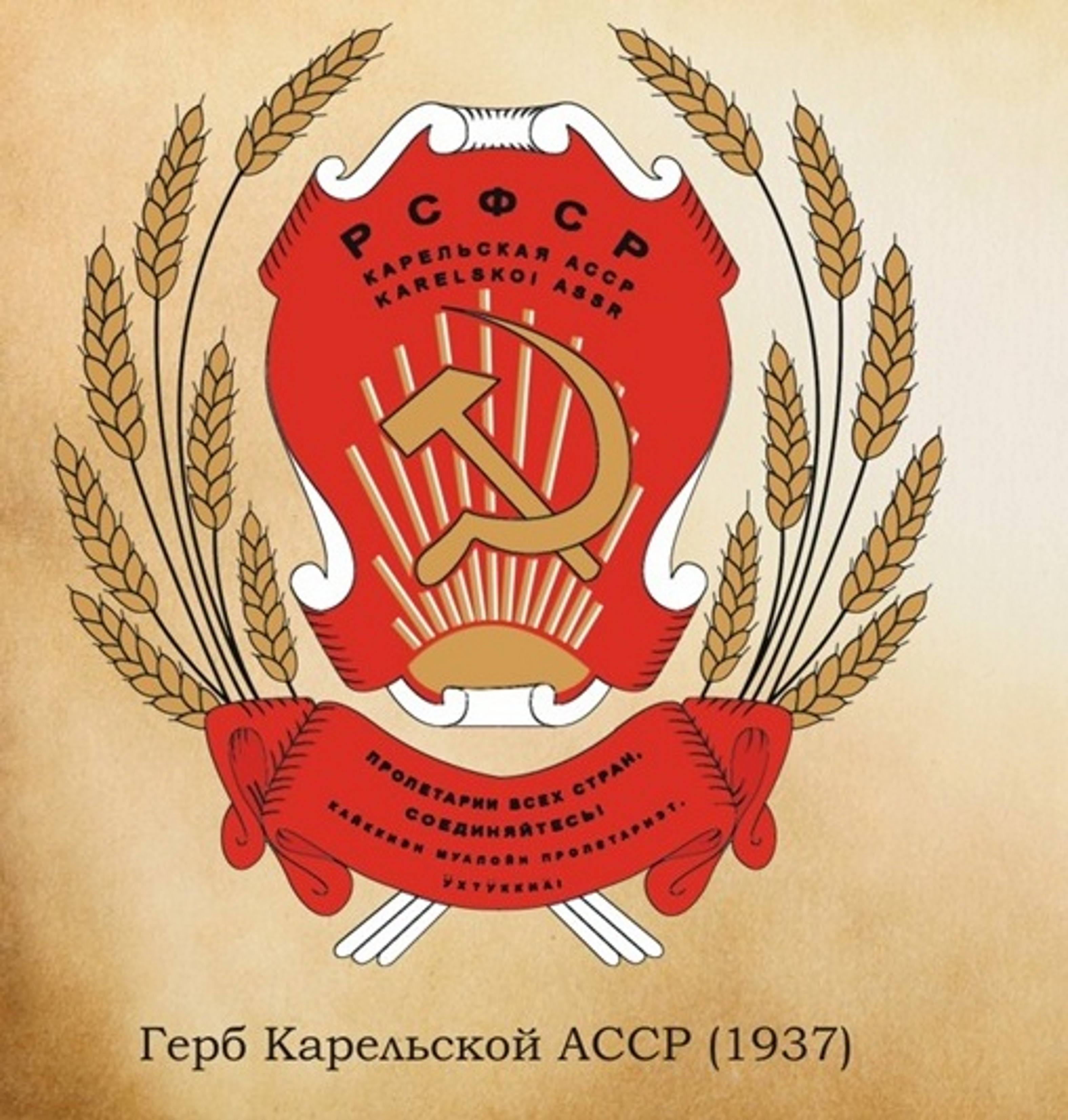
Godło Karelskiej ASRR (wersja z lat 1937–1940)

#### Pierwotna wersja godła
Jakkolwiek Karelska ASRR została utworzona w 1923 r., to jej godło zostało przyjęte dopiero 17 czerwca 1937 r. 
Było ono w zasadzie identyczne z godłem Rosyjskiej FSRR. Godło to zawierało sierp i młot, wschodzące słońce, otoczkę z kłosów oraz wezwanie do jedności proletariatu (Proletariusze wszystkich krajów, łączcie się!), z tym, że w godle Karelskiej ASRR, inaczej niż w godle Rosyjskiej FSRR było ono trójjęzyczne: zawierało wersję rosyjską, karelską i fińską. Drugą modyfikacją godła w stosunku do symbolu RFSRR było uzupełnienie go o częściowo skróconą nazwę republiki w języku rosyjskim, jednym z karelskich dialektów, oraz języku fińskim - Карельская АССР,  Karelskoi ASSR i Karjalan ASST.

#### Modyfikacja godła
Godło w opisanej powyżej wersji funkcjonowało jedynie pół roku. Już 29 grudnia 1937 r. symbol ten został zmodyfikowany poprzez usunięcie z niego napisów w języku fińskim - zarówno nazwy kraju, jak i hasła o zjednoczeniu proletariuszy. Działanie to było częścią akcji wymierzonej przeciwko zamieszkującym ZSRR Finom. Od tej pory na godle istniała tylko dwujęzyczna częściowo skrócona nazwa republiki: w rosyjska i karelska – Карельская АССР i Karelskoi ASSR.

### Godło Karelo-Fińskiej SRR (1940–1956)

Godło Karelo-Fińskiej SRR (1940-1956)

Godło Karelii w okresie istnienia Karelo-Fińskiej Socjalistycznej Republiki Radzieckiej nawiązywało wyglądem do godła ZSRR oraz godeł innych republik radzieckich. Znajdował się na nim sierp i młot, czerwona pięcioramienna gwiazda, wstęga z hasłem Proletariusze wszystkich krajów, łączcie się! w języku rosyjskim i fińskim, oraz częściowo skrócona nazwa kraju, także po rosyjsku (Карело-Финская ССР) i fińsku (Karjalais-Suomalainen SNT). W godle tym umieszczony był także obecny na wszystkich radzieckich godłach wizerunek wschodzącego słońca, oznaczający nowy początek, nowy, lepszy rozdział w życiu kraju. Elementem nawiązującym do specyfiki Karelii był umieszczony w centrum godła typowy karelski leśny krajobraz ze świerkami oraz zalegający śnieg. Całość otoczona była wieńcem z kłosów, oznaczającym rolnictwo i dobrobyt.

### Godło Karelskiej ASRR (1956–1991)

#### Lata 1956–1978

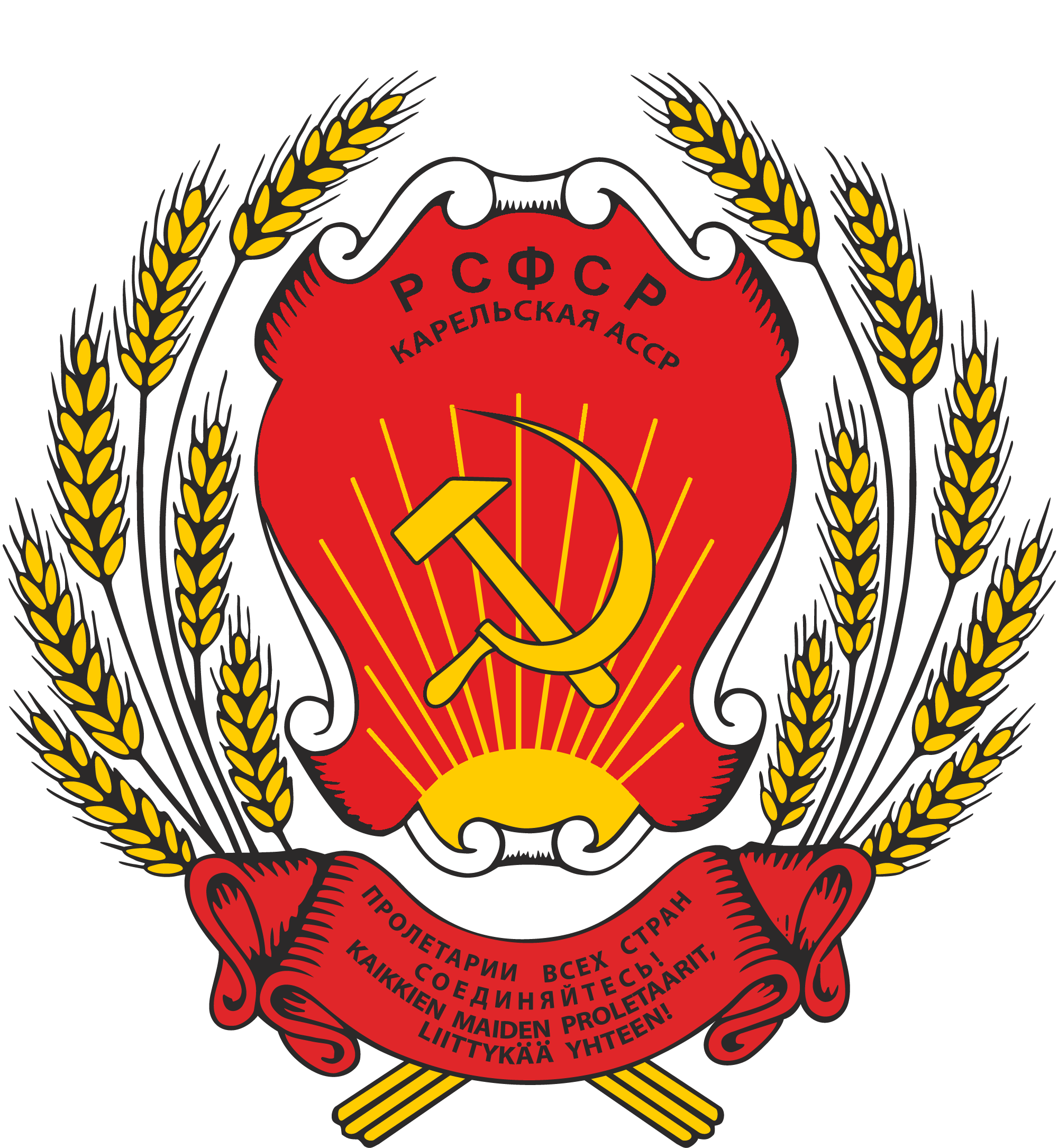
Godło Karelskiej ASRR (wersja z lat 1956–1978)

Po ponownym włączeniu Karelii w 1956 r. w skład Rosyjskiej Federacyjnej Socjalistycznej Republiki Radzieckiej jako Karelskiej Autonomicznej Socjalistycznej Republiki Radzieckiej oficjalnym symbolem kraju stało się ponownie nieznacznie zmienione godło Rosyjskiej FSRR, inaczej niż poprzednio nazwa republiki zawierała tylko jedną wersję językową.

#### Lata 1978–1991

Godło Karelskiej ASRR (wersja z lat 1978–1991)

W 1978 dokonano nieznacznych zmian godła Karelskiej ASRR. Uzupełnino je o  czerwoną gwiazdę umieszczoną u góry, u zbiegu kłosów zboża (których wygląd został też nieznacznie zmieniony), oraz wprowadzono dwujęzyczny napis z nazwą kraju: w  języku rosyjskim (Карелоская AССР) i karelskim (Karjalan SNT).

## Historyczny herb Karelii

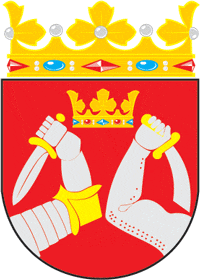
Dawny herb Karelii

W minionych wiekach, od ok. 1562 r. za godło (herb) historycznej Karelii uchodził wizerunek czerwonej tarczy, i umieszczone na nim dwie zakute w zbroje ręce uzbrojone w miecze, z których jeden jest prosty, a drugi zakrzywiony. Początkowo ów symbol odnosił się jedynie do fragmentu historycznych karelskich ziem, tzw. Przesmyku Karelskiego (obecnie w składzie Rosji), z czasem jednak zaczął symbolizować większe terytorium kraju, a zwłaszcza tę jego część, która znajdowała się pod władzą Szwecji. Symbolika tego godła poprzez taki układ zbrojnych ramion oznacza ciągłe zagrożenie ze strony Szwecji i Rosji, pomiędzy którymi znajdował się Przesmyk Karelski (i cała Karelia), i wieczną walkę tych państw o to terytorium, przy czym ręka prawa (zachodnia) oznacza Szwecję, zaś lewa (wschodnia) – Rosję (stąd „jej” miecz jest zakrzywiony).

herb Finlandii z elementami herbu Karelii

Do tego historycznego symbolu nawiązują także pewne elementy obecnego herbu Finlandii – kraju, który także nawiązuje do tradycji dawnej Karelii, uważanej za jedną z historycznych prowincji Finlandii. Elementami tymi są: dwa miecze – prosty w łapie lwa, będącego głównym elementem godła, a zakrzywiony - pod jego tylnymi łapami, oraz prawa łapa lwa, trzymająca miecz, która znajduje się w zbroi, takiej jak zawarta w starym herbie Karelii.
Także kilka fińskich rejonów, położonych częściowo lub w całości na historycznych karelskich ziemiach ma w herbach wizerunek starego karelskiego godła.